# Pristimantis lentiginosus
Pristimantis lentiginosus är en groddjursart som först beskrevs av Juan A. Rivero 1984.  Pristimantis lentiginosus ingår i släktet Pristimantis och familjen Strabomantidae. IUCN kategoriserar arten globalt som otillräckligt studerad. Inga underarter finns listade i Catalogue of Life.